# گیاه‌پزشکی

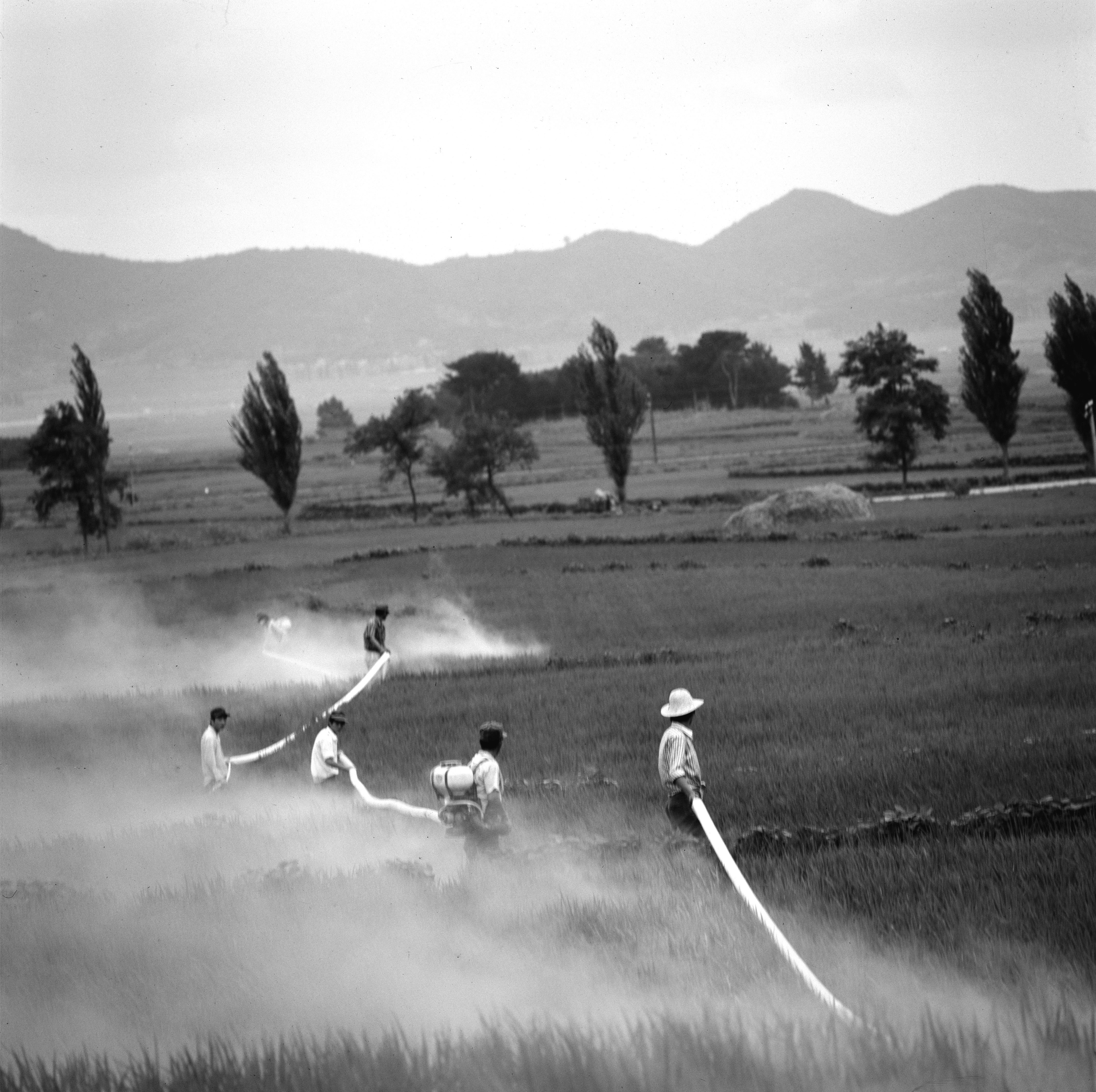
مراقبت از زمین کشاورزی در کره جنوبی - ۱۹۷۶

گیاه‌پزشکی یا حمایت محصول (به انگلیسی: Crop protection یا plant protection) علم و عمل مدیریت بیماری‌های گیاهی، علف‌های هرز و دیگر آفات کشاورزی است، که به محصولات کشاورزی و جنگل‌ها آسیب می‌رسانند. حفاظت از محصول شامل حفاظت از محصولات کشاورزی (همچون: ذرت، گندم و برنج)، محصولات گیاهی (همچون: سیب‌زمینی و کلم‌برگ) و محصولات باغی و میوه‌ها می‌باشد. محصولات کشاورزی و گیاهی ممکن است توسط حشرات، پرندگان، جوندگان، باکتری‌ها، ویروس ها، قارچ ها، کنه ها و ... مورد آسیب قرار گیرند و جهت حفاظت از محصولات کشاورزی، گیاهی و میوه‌ها، از آفت‌کش‌ها، حشره‌کش‌ها، علف‌کش‌ها، قارچ‌کش‌ها، محصولات کنترل بیولوژیک آفات و اصلاح نباتات استفاده می‌شود.
اولین گیاه‌پزشکان در ۳۰۰ سال پیش از میلاد مسیح می‌زیسته‌اند، به عنوان نمونه ثئوفراستوس با آن که نظریات آنان بسیار ابتدایی بود ولی سنگ بنایی برای پژوهش‌های آینده شد. با کشف میکروسکوپ توسط آنتونی فان لیوونهوک تحولی در علم بیماری‌شناسی گیاهی روی داد. با هر بار تلفات مردم از گرسنگی به علت خسارت دیدن محصولات آن‌ها این علم اهمیت خود را بیشتر آشکار می‌کرد و بعد از فاجعهٔ قحطی سیب‌زمینی در ایرلند که ناشی از یک بیماری گیاهی مهلک بود و سبب مرگ یک میلیون نفر و آوارگی ۱٫۵ میلیون نفر دیگر شد، علم گیاه‌پزشکی بیش از پیش محبوب گشت و دانشمندان زیادی در جهان در این رشته کار کردند.
برابرنهاد انگلیسی گیاه‌پزشکی Plant protection و در برخی منابع Plant Medicine نیز به کار می‌رود. پیش از این در ایران با نام حفظ نباتات نیز شناخته می‌شد و سازمانی نیز با همین نام وجود داشت. در سال ۱۳۰۰ برای نخستین بار در مدرسه فلاحت مظفری (دانشکده کشاورزی کرج) دانشکده کشاورزی کرج قدیمی‌ترین و وسیع‌ترین دانشکده دانشگاه تهران است که به جهت وجود طبیعت با وسعت بسیار بالا زیبایی خاصی به این دانشکده عطا کرده به‌گونه‌ای که در بین دانشکده‌های دانشگاه تهران با نام بهشت پردیس دانشگاه تهران مشهور است.
وجود باِغ گیاه‌شناسی با چند صد گونه گیاهی نایاب و موزه جانورشناسی و کاخ سلیمانیه و همچنین گروه‌ها و رشته‌های مختلف در زمینه کشاورزی و منابع طبیعی و محیط زیست در این دانشکده اهمیت و اعتبار خاصی به این دانشکده بخشیده‌است. لازم است یادآوری شود که رتبه‌بندی جهانی این دانشکده بین دیگر دانشکده‌های جهان بسیار خوب بوده و سالانه دانشجویان نخبه فراوانی از این دانشکده فارغ‌التحصیل می‌شوند و گاهی برای فرصت‌های مطالعاتی در کشورهای پیشرفته اقدام می‌کنند. این رشته توسط دکتر فرشید ارائه گردید. این شاخه از کشاورزی خود شامل سه بخش حشره‌شناسی کشاورزی، بیماری‌شناسی گیاهی و دانش‌ علف‌های هرز می‌باشد که به ترتیب به‌طور تخصصی مسائل مربوط به آفات، بیماری‌ها و علفهای هرز را مطالعه می‌نمایند. زندگی بشر وابسته به گیاه و سلامتی آن‌ها می‌باشد. حدود ۹۰ درصد غذای انسان را گیاهان تشکیل می‌دهند. ۸۵ درصد غذای انسان از ۱۰ گونه برنج و گندم به دست می‌آید.
سلامت و بهبود رشد گیاهان در درجه نخست مورد توجه کسانی است که به کاشت گیاهان، تهیه و توزیع فراورده‌های گیاهی اشتغال دارند. میزان رشد و باروری گیاهان به فراهم بودن آب و مواد غذایی در خاک و تأمین محدوده‌هایی از شرایط مناسب جوی مانند حرارت، رطوبت و نور بستگی دارد. هر عاملی که سلامت گیاهان را به مخاطره اندازد، ممکن است در میزان رشد و باروری آن‌ها تأثیر منفی بگذارد و از ارزش آن‌ها و فراورده‌هایشان بکاهد.
بیماری‌ها و آفات گیاهی و علف‌های هرز از جمله عوامل زنده و بیماری‌های فیزیولوژیک که ناشی از کمبود مواد مورد نیاز گیاه و آسیب‌های ناشی از شرایط جوی نامناسب عمده‌ترین عوامل تقلیل محصول یا نابودی گیاهان به شمار می‌روند.
گیاهان از بیماری‌هایی آسیب می‌بینند که عوامل آن‌ها به عوامل بیماری‌ها در انسان و جانوران شباهت دارند؛ گرچه احساس درد و ناراحتی در گیاهان در اثر بیماری‌ها از نظر انسان مکتوم است، لیکن نحوه ایجاد و توسعه بیماری در گیاهان و جانوران تقریباً مشابه بوده و معمولاً به همان اندازه پیچیده و بغرنج است.
آفات گیاهی نیز مشتمل بر رده‌ بندپایان می‌باشند که مهم‌ترین آفات گیاهی که حشرات می‌باشند، در این رده قرار دارند و پس از آن‌ها کنه‌ها و دیگر بندپایان به گیاهان خسارت وارد می‌سازند. برخی از مهره‌داران نیز مانند جوندگانی مانند موش‌ها و خرگوش‌ها نیز جزء آفات گیاهی به‌شمار می‌آیند.

## رشتهٔ گیاه‌پزشکی
رشته گیاه‌پزشکی در ارتباط با آفات و بیماری‌های گیاهی است. گیاه‌پزشکی در کارشناسی ارشد به دو رشته حشره‌شناسی و بیماری‌شناسی تقسیم می‌شود.
کارشناسان این رشته در ایران در وزارت جهاد کشاورزی تحت نظر سازمان حفظ نباتات مشغول به کار می‌باشند. مؤسسه تحقیقات گیاه‌پزشکی کشور به عنوان یکی از بزرگ‌ترین و قدیمی‌ترین مراکز پژوهشی در کشور به‌طور تخصصی در زمینه شاخه‌های مختلف گیاه‌پزشکی شامل حشره‌شناسی، قارچ‌شناسی، ویروس‌شناسی، باکتری‌شناسی، نشانه‌شناسی، جانورشناسی، بیماری‌شناسی، علف‌های هرز و آفت‌کش‌ها فعالیت می‌نماید.